# Witankowo
Witankowo (deutsch Wittkow, früher Wittkowo) ist ein Dorf in der Landgemeinde (Gmina) Wałcz (Deutsch Krone) im Powiat Wałecki (Deutsch Kroner Kreis) der polnischen Woiwodschaft Westpommern.

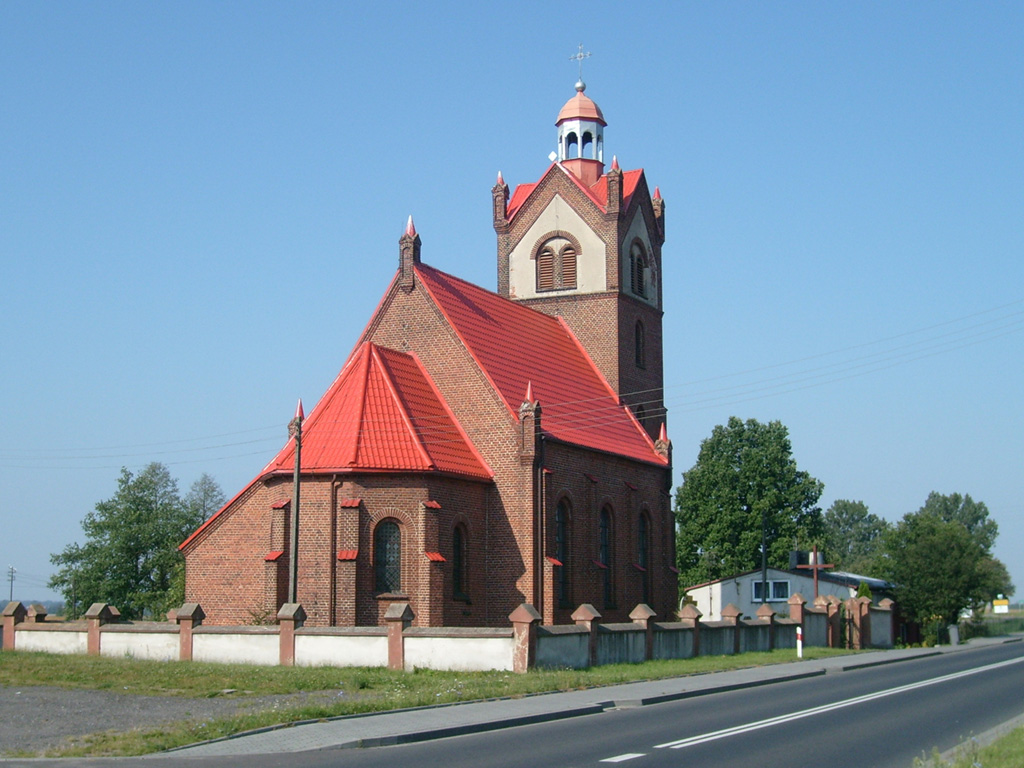
Dorfkirche (Aufnahme 2007)

## Geographische Lage
Das Dorf, eine Streusiedlung, liegt im Netzedistrikt des ehemaligen Westpreußen, an der Döberitz, etwa 18 Kilometer nordwestlich von Schneidemühl, acht Kilometer ostsüdöstlich von Wałcz (Deutsch Krone) und sieben Kilometer nördlich von Skrzatusz (Schrotz). 

## Geschichte
Ältere Ortsbezeichnungen sind Vitancuovo (1249), Witichow (1337), Withowo (1590) und Wittkow (17. Jh.). Der Ort hatte sich im Besitz des Templerordens befunden. 1337 gehörte das Dorf zur terra Bentin.
Um 1930 hatte die Gemeinde Wittkow vier Wohnplätze:
- Birkenfelde
- Neumühl
- Rosenthal
- Wittkow

Im Jahr 1945 gehörte Wittkow zum Landkreis Deutsch Krone im Regierungsbezirk Grenzmark Posen-Westpreußen der preußischen Provinz Pommern des Deutschen Reichs. Wittkow war dem Amtsbezirk Schrotz zugeordnet.
Im Februar 1945 wurde Wittkow von der Roten Armee besetzt. Nach Beendigung der Kampfhandlungen wurde die Region seitens der sowjetischen Besatzungsmacht zusammen mit ganz Hinterpommern und der südlichen Hälfte Ostpreußens – militärische Sperrgebiete ausgenommen – der Volksrepublik Polen zur Verwaltung überlassen. Es wanderten nun Polen zu. Wittkow wurde unter der polnischen Ortsbezeichnung „Witankowo“ verwaltet. Die einheimische Bevölkerung wurde von der polnischen Administration aus Wittkow vertrieben.

### Demographie
| Jahr | Einwohner | Anmerkungen |
| ---- | --------- | --- |
| 1783 | –         | königliches Dorf und Vorwerk nebst einer Wassermühle, im Netzedistrikt, Kreis Krone, 47 Feuerstellen (Haushaltungen)                              |
| 1818 | 279       | königliches Dorf |
| 1910 | 702       | am 1. Dezember, davon 237 Evangelische und 437 Katholiken; 19 Einwohner mit polnischer Muttersprache, 28 sprechen deutsch und eine andere Sprache |
| 1925 | 762       | darunter 240 Evangelische und 521 Katholiken |
| 1933 | 746       | [ 6 ] |
| 1939 | 726       | [ 6 ] |

## Kirche
Die Evangelischen des Dorfs gehörten früher zum Kirchspiel von Deutsch Krone.